# Асука (село)
Асука (яп. 明日香村 Асука-мура) — село в Японии, находящееся в уезде Такаити префектуры Нара. Площадь села составляет 24,08 км², население — 5505 человек (1 августа 2014), плотность населения — 228,61 чел./км².

## Географическое положение
Село расположено на острове Хонсю в префектуре Нара региона Кинки. С ним граничат города Касихара, Сакураи и посёлки Такатори, Ёсино.

## Население
Население села составляет 5505 человек (1 августа 2014), а плотность — 228,61 чел./км². Изменение численности населения с 1980 по 2005 годы:
| 1980 | 6987 чел. |  |
| 1985 | 7109 чел. |  |
| 1990 | 7363 чел. |  |
| 1995 | 7126 чел. |  |
| 2000 | 6846 чел. |  |
| 2005 | 6343 чел. |  |

## Символика
Деревом села считается Zelkova serrata, цветком — Citrus tachibana.